# Камінь Хусафелл
Камінь Хусафелл (англ. Husafell Stone) — легендарний камінь для ліфтінгу, розташований в місті Хусафелл, Ісландія. Зберігається біля загону для овець, який близько двохсот років тому побудував пастор Сноррі Бьорнссон. Вага каменя — близько 190 кілограмів.

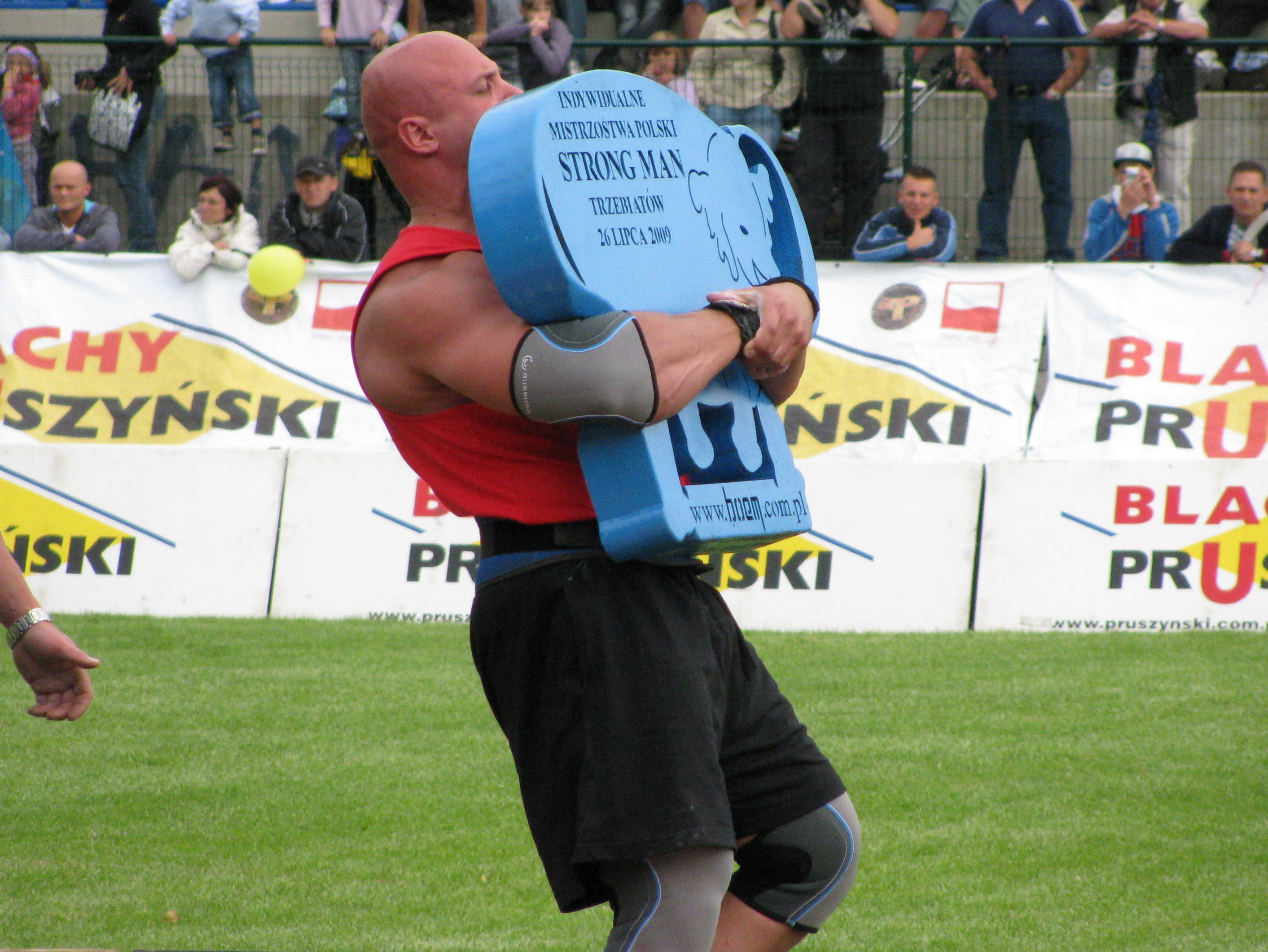
Учасне змагання серед атлетів. Стронґмен несе копію каменя Хусафелл.

Камінь використовують для випробовування на міцність або просто для тренування силових навичок. Камінь Хусафелл також називають «Kviahellan». Так камінь називає пастор Сноррі, який використовує цей камінь як загорода для загону для овець. Для отримання звання «Fullsterkur» («абсолютна сила») необхідно разом з каменем обійти навколо вигону для овець. Це неабиякий успіх в галузі каменеперенесення.
Отримання статусу «Fullsterkur» напряму залежить від питомої маси каменя; для отримання цього звання камінь повинен важити мінімум 155 кг (341 фунтів). Звання «Hálfsterkur» («сильний наполовину») можна отримати після підняття каменя вагою до 104 кг (228,8 фунтів), «hálfdrættingur» («слабак») — до 49 кг (107,8 фунтів), а «amlóði» («марнотрат») камень вагою до 23 кг (50,6 фунтів).
Чоловіки використовували камінь Хусафелл для випробування сили і міцності протягом сотень років. Перше використання каменя у спорті — проведення змагань серед стронґменів (Найсильніша людина світу) у 1992 в Ісландії. Ідея використання каменя Хусафелл тоді сподобалась багатьом спортсменам. На тих змаганнях канадський спортсмен встановив рекорд з каменем Хусафелл — він проніс його на відстань близько 70 метрів. Після цього у світі почалося масове створення копій каменя і використання як спортивного інвентаря.